# Viola glandularis
Viola glandularis är en violväxtart som beskrevs av H.E. Ballard och P.M. Jorgensen. Viola glandularis ingår i släktet violer, och familjen violväxter. Inga underarter finns listade i Catalogue of Life.